# Metacarcinus magister
Cua Dungeness, tên khoa học Metacarcinus magister (danh pháp khoa học cũ là Cancer magister), là một loài cua sinh sống ở đáy rong zostera và tầng đáy ở bờ tây Bắc Mỹ. Nó thường có chiều ngang mai 20 cm (7,9 in) và là một hải sản phổ biến. Tên thông dụng của nó trong tiếng Anh xuất phát từ cảng Dungeness, Washington.
Cua Dungeness trưởng thành có thể đạt chiều dài đến 25 cm (9,8 in) trong một số khu vực ngoài khơibờ biển của Washington, nhưng thường là dưới 20 cm (7,9 in). Chúng là một món ăn phổ biến, và là cua thương mại quan trọng nhất ở tây Bắc Thái Bình Dương, cũng như các nước phương Tây nói chung. Liên hoan cua Dungeness và hải sản hàng năm được tổ chức tại cảng Angeles mỗi tháng 10.

## Tham khảo

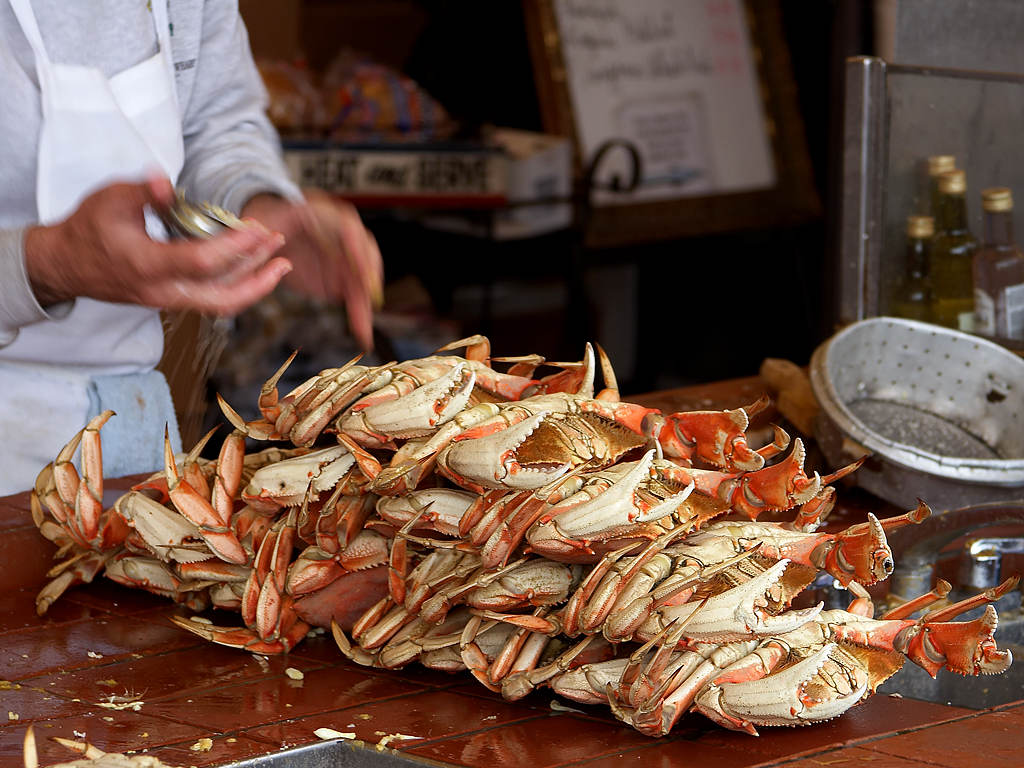
Cua Dungeness đã chế biến ở Bến Ngư Phủ, San Francisco